# Monte Spina
Il monte Spina (962 m s.l.m. - detto anche monte Sant'Onofrio) è una montagna delle Prealpi Bresciane nelle Prealpi Bresciane e Gardesane.
Il monte delimita i territori di Bovezzo (a sud), Lumezzane (a nord), Concesio (ad ovest) e Nave (ad est), ed è il punto di unione tra la val Trompia e la dorsale che delimita la valle del Garza.

## La chiesetta di Sant'Onofrio
Sulla vetta è stata edificata una chiesa (privata) dedicata a sant'Onofrio, nella quale possiamo trovare una serie di affreschi raffiguranti il santo, risalenti agli anni tra il 1512 e il 1515, realizzati dal Romanino e una statua della Madonna attribuita a Vincenzo Foppa. Per via di tale costruzione il monte viene anche chiamato, popolarmente, monte Sant'Onofrio.
Inoltre è presente poco distante un monumento ai caduti della valle del Garza in onore dei partigiani che operarono nella zona, morti durante la seconda guerra mondiale.